# Aleurocerus palmae
Aleurocerus palmae là một loài côn trùng cánh nửa trong họ Aleyrodidae, phân họ Aleyrodinae.
Aleurocerus palmae được Russell miêu tả khoa học đầu tiên năm 1986.